# یواس‌اس پترون (۱۸۵۹)
یواس‌اس پترون (۱۸۵۹) (به انگلیسی: USS Patroon (1859)) یک کشتی بود که طول آن ۱۱۳ فوت (۳۴ متر) بود.